# Melasina imminuta
Melasina imminuta är en fjärilsart som beskrevs av Edward Meyrick 1914. Melasina imminuta ingår i släktet Melasina och familjen säckspinnare. Inga underarter finns listade i Catalogue of Life.